# 美國國際學校
美國國際學校（英語：American International School）於1986年創立，位於香港九龍塘窩打老道125號。學校採用美式課程包括美国大学理事会授权的大学先修课程（AP）。是校為一間由美國國際知名評審協會西部学校和学院协会認可的私立國際學校。設有幼兒教育、小學、初中及高中部，全校共有15個班級，共有約820位學生。

## 歷史

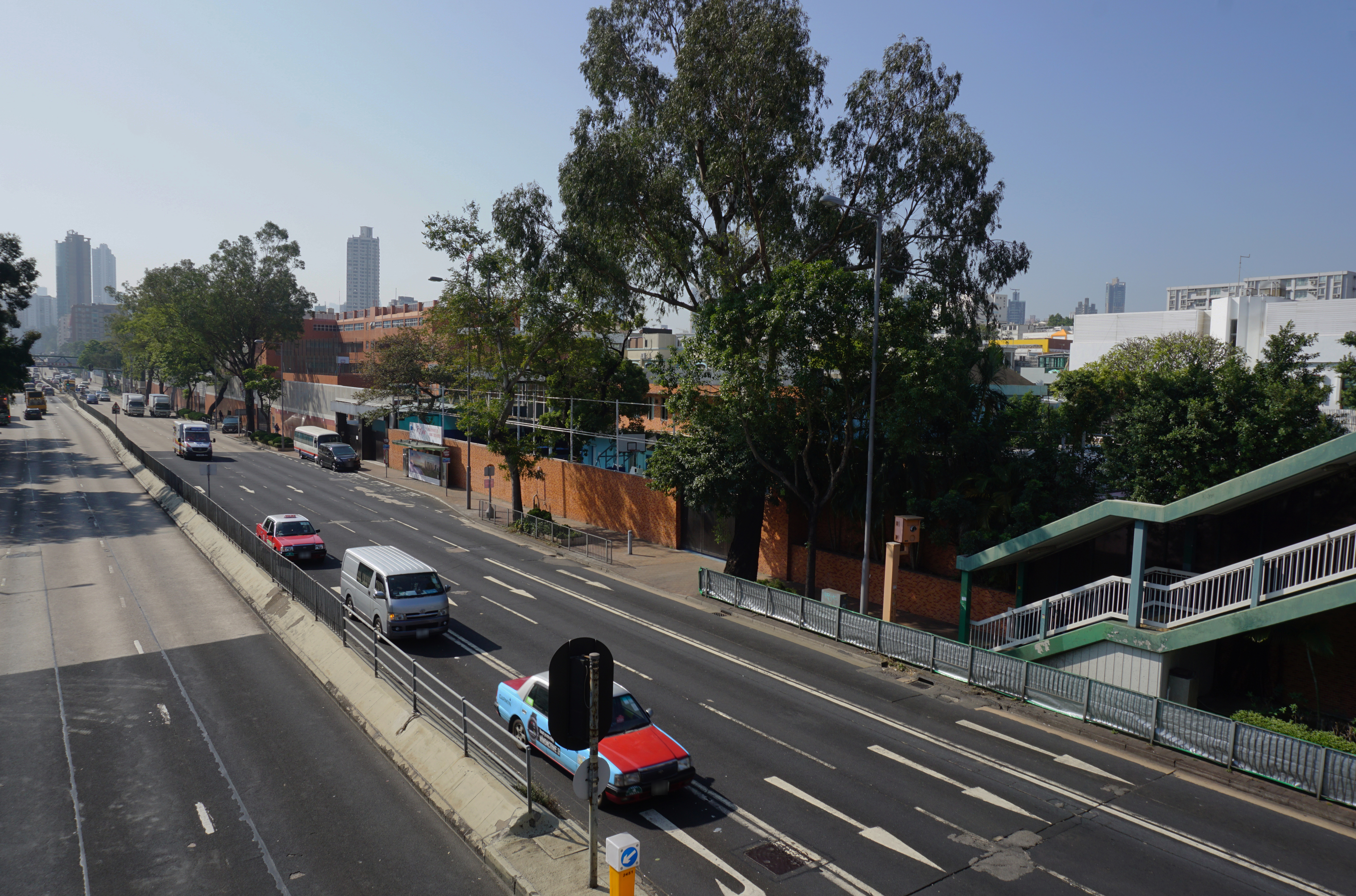
美國國際學校校舍外觀

1986年，加州國際學校成立。當年只有五十位學生。於1996年改名為美國國際學校。現時有820位學生來自超過40個國家，大部份擁有香港和美國國籍。校園原址為窩打老道143號，於1993年遷至現址窩打老道125號。2005至2007年擴充高中部校舍於窩打老道121和123號。2011年加建新小學校舍於117和119號。
學校在2010-11年度為慶祝成立25週年校慶，在香港賽馬會舉辦舊生銀禧晚宴和在新小學校園舉辦時間囊閉盒儀式。2013年5月在香港科學園的高錕會議中心内舉辦TEDx活動。

## 體制
學校分為三個部份，分別是小學部（包括幼兒教育（Early Childhood)、1年初級(G1 Junior)、及1-5年級），初中（6-8年級）和高中（9-12年級）。每個部門學校由自己的校長管理，而整個學校是由學校主管監督。

## 學制
所有高中學生在四年內必須完成至少28個卡內基學分（Carnegie Credits）以及達到指定的社會服務要求（Community Service Hours）才能獲取高中畢業文憑。美國國際學校是授認許的SAT考試中心。所有高中學生可以在校園內參加SAT I和SATII考試。
是校所有八年級學生就讀美國高一Algebra I 課程。大部份10年級及以上的學生有資格報考美国大学理事会（College Board）授权的大学先修课程（Advanced Placement）的公開考試。
在2003年，美國國際學校大四學生伊藤良美的AP藝術考試代表作品，從全世界20,000份作品中選入前5名。在2005年，另一位同校大四學生Pinky So Ting Chim
的AP藝術考試代表作品，也從全世界20,000份作品中選入前5名 。AIS是在美國以外的唯一一所學校獲得此成積。

## 學生組織團體
高中學生會、初中學生會、小學社長、體育理事會（Athletics Council），模擬聯合國團體（Model United Nations），親吻我的地球會（Kiss My Earth）、畢業舞會委員會（Prom Committee）。

## 每年舉辦活動
小學文學週（Elementary Literacy Week）、文化節（由家長教師協會主辦）、體育會 、百日慶典 、小學和中學才藝表演 、小學冬季慶祝表演（Winter Celebrations）、初中及高中學校的戲劇表演 、大學博覽會（University Fair）、
高中畢業典禮（在沙田香港賽馬會俱樂部會所舉行）、戶外教育領導計劃（Outdoor Education & Leadership Program）、暑期英文文學閱讀計劃。

## 著名校友
- 何國鉦：時裝設計師[4]
- 林安淇 （页面存档备份，存于）：作曲家，2011年格萊美最佳古典跨界專輯獎提名人，馬友友絲綢之路音樂項目的作曲家。
- 羅揚文 （页面存档备份，存于）：原自香港及紐約的LED藝術家。[5]
- 小野珠実 （页面存档备份，存于）：2005年、2006年香港全國冠軍花樣滑冰運動員。
- 江忞懿：2016年里約熱內盧奧運香港游泳代表女子運動員，曾經獲得2009年度香港傑出運動員選舉「最具潛質運動員」獎，2010年代表香港參加廣州亞運[6]。
- 蔡加敏：香港名媛、深圳市政協委員、東華三院丁亥年總理。
- 趙式芝：香港名媛、現職卓能集團執行董事。
- 陳曉東：香港藝人、歌手、聯合國兒童基金會國家級親善大使。
- 張舒雅：2008年香港小姐冠軍 。
- 張名雅：2009年溫哥華華裔小姐競選亞軍、2012年度香港小姐競選冠軍及國際親善小姐、2013年度國際中華小姐競選季軍。
- 王嘉爾：韓國男子組合 GOT7 成員、成為首位在韓國娛樂 JYP Entertainment 出道的香港人。前香港劍擊代表隊成員、曾獲得亞洲青年全錦標赛金牌。（中五肄業）
- 尹詩沛：香港藝人
- 姚嘉妮：香港女藝人
- 梁俊邦 (Bonald)：前香港歌手及演員 (男子歌唱組合 Sky 成員)
- 車婉婉：香港女藝人（中六）[註 1]
- 何婉盈：香港女藝人（中三及中四）
- 葉泓聲：香港男歌手及演員、前男子歌唱組合天堂鳥成員（2007年中六）

## 外部參考
- 美國國際學校 官方網址 （页面存档备份，存于）